# Нормальний (фільм, 2009)
«Нормальний» (англ. Normal) — психологічний трилер 2009 року режисера Юліуса Шевчика, знятий спільно чеською, македонською та великобританською кінокомпаніями.

## Сюжет
1931 рік, Німеччину лихоманить в передчутті глобальних змін. Молодий і амбітний юрист Юстус Венер береться за свою першу справу — він повинен захищати в суді Петера Куртена, знаменитого серійного вбивцю, відомого, як «Дюссельдорфський вампір». Венер вирішує будувати захист на визнанні свого одіозного клієнта психічно хворим, і, щоб довести це, починає з'ясовувати подробиці його життя, чим далі, тим більше занурюючись в хворобливий світ маніяка. Він зустрічається з Марі, дружиною Куртена, яка наполягає на тому, що її чоловік насправді невинний. Незабаром Куртени вже спритно маніпулюють адвокатом, примушуючи танцювати під свою дудку, а Венер вперше в житті замислюється: можливо, іноді потрібно програти, щоб виграти...

## У ролях
- Мілан Князко — Петер Куртен
- Дагмар Вешкрнова — Марі Куртен
- Павел Гайдос — Юстус Венер
- Зузана Кайнарова — клерк
- Мирослав Таборський — Кляйн
- Ян Власак — Венге
- Мето Йовановський — суддя
- Єлена Станіщева — Єва[2]